# 青楓チェーン
青楓チェーン（せいふうチェーン）は、かつて首都圏を中心に展開していたスーパーマーケット。
1959年（昭和34年）4月1日に4店舗でボランタリーチェーンとして活動を始め、1967年（昭和42年）4月時点では89店舗と日本最大の店舗数を誇るスーパーマーケットチェーンとなった。しかし、同年7月1日にボランタリーチェーン加盟35店舗を分離して、レギュラーチェーンへ業態転換した。
1980年（昭和55年）2月29日にダイエーとの資本・業務提携に調印し、社長を派遣されて同社の傘下に入り、1981年（昭和56年）3月に「株式会社セイフー」へ商号を変更した。
ダイエーが食品スーパー子会社の商号を「グルメシティ」に統一して一体化するのに伴い、2006年（平成18年）3月1日に「株式会社グルメシティ関東」へ商号を変更した。

## 歴史・概要

### 荒物問屋の創業からスーパーマーケットのボランタリーチェーンへ
1932年（昭和7年）10月5日に青山早次郎が荒物問屋の「青山商店」を創業したのが始まりである。
1949年（昭和24年）3月26日に資本金50万円で「株式会社青山商店」を設立した。
1958年（昭和33年）に大量仕入れ・大量販売のスーパーマーケット業態に進出したが、この時点では約750店の取引先を抱える日本ではトップクラスの荒物問屋であった。
1959年（昭和34年）4月1日に「株式会社青楓チェーンストア」を設立して小売部門4店舗を分離し、ボランタリーチェーンとして活動を始めた。
1965年（昭和34年）3月17日に青戸本部が完成した。
1965年（昭和40年）5月に「青山商店」と「青楓チェーンストア」が合併し、「青楓チェーンストア株式会社青山商店」となる。

### 多角化の蹉跌から経営再建へ
1967年（昭和42年）4月時点では89店舗と日本最大の店舗数を誇るスーパーマーケットチェーンとなっていた。しかし、同年7月1日にボランタリーチェーン加盟35店舗を分離して、レギュラーチェーンへ業態転換した。
1969年（昭和44年）8月に「株式会社レジャースター」を設立して、レジャー部門に進出した。
1970年（昭和45年）2月に「株式会社セイフーフード」を設立して鮮魚部門の強化を図った。同年10月に深夜営業を開始し、同月に「セイフーフード」が当社四谷店内にベーカリー「ポンテ」1号店を開設した。
1971年（昭和46年）5月に永田製パンを買収し、1972年（昭和47年）7月に「セイフーボンテ」を設立してインストアベーカリー部門を分離独立させた。当社のスーパーへの併設店のほかに、ベーカリー単独での出店も行い、設立から3年半ほどで20店舗を展開するようになった時点では、半数が単独での出店となっていた。
1978年（昭和53年）2月にジャスコと提携した。
1979年（昭和54年）3月に子会社の食肉加工工場を閉鎖し、同年4月9日付で第一勧業銀行が副社長を送り込んで再建の支援を行った。
同年末にジャスコとの提携を解消した。

### ダイエーの傘下入りと店舗網の再編
1980年（昭和55年）2月29日にダイエーとの資本・業務提携に調印。青山社長の保有する当社株式の21％をダイエーが取得して社長を派遣し、同社の傘下に入ることになった。このダイエー傘下入り時点では、当社は53店舗を展開していた。
1981年（昭和56年）3月に「株式会社セイフー」へ商号を変更した。
1991年（平成3年）5月に「セイフーフード株式会社」を合併して、1993年（平成5年）11月に「株式会社丸登」の営業権を取得した。
1996年（平成8年）3月に「株式会社ササイ」の営業権を取得し、同年9月1日にダイエーの完全子会社の食品スーパー「株式会社トウア」から4店舗の営業権を譲渡されてその運営を継承した、同月に「株式会社やませ」の営業権を取得した。
ヤオハンジャパンから譲受した14店舗を1997年（平成9年）5月15日から同月31日に順次当社の店舗として新装開店した。うち10店舗を当社が単独で運営し、ダイエーグループでディスカウント店運営の「株式会社ハーフ・アンド・トップ」と4店舗を共同で運営する形で継承した。
1998年（平成10年）12月に「株式会社東海ダイエー」へ4店舗の営業権を譲渡した。1999年（平成11年）3月に21店舗の営業権を取得し、同年に11月に9店舗の営業権を譲渡した。2000年（平成12年）5月に6店舗の営業権を譲渡した。
当初は都市型食品スーパーの「セイフー」と大型食品スーパーの「グルメシティ」と業態別に店舗ブランドを分けて展開していたが 、ダイエーが食品スーパー子会社の商号を「グルメシティ」の入った商号に統一して運営体制を一体化することになった。それに伴い、2006年（平成18年）3月1日に「株式会社グルメシティ関東」へ商号を変更した。

## 年表
- 1932年（昭和7年）10月5日[11] - 青山早次郎が荒物問屋の[12]「青山商店」を創業[1]。
- 1949年（昭和24年）3月26日 - 資本金50万円で株式会社青山商店を設立[10]。
- 1958年（昭和33年） - 大量仕入れ・大量販売のスーパーマーケット業態に進出[2]。
- 1959年（昭和34年）4月1日[5] - 株式会社青楓チェーンストアを設立し、小売部門4店舗を分離[13]。
- 1965年（昭和34年）
  - 3月17日 - 青戸本部が完成[14]。
  - 5月 - 青山商店と青楓チェーンストアが合併し、青楓チェーンストア株式会社青山商店となる[15]。
- 1967年（昭和42年）7月1日 - ボランタリーチェーン加盟35店舗を分離し、レギュラーチェーンへ業態転換[8]。
- 1969年（昭和44年）8月 - 株式会社レジャースターを設立し、レジャー部門に進出[16]。
- 1970年（昭和45年）
  - 2月 - セイフーフード株式会社を設立し[16]、鮮魚部門を強化[17]。
  - 10月 - 深夜営業を開始[18]。
  - 10月 - セイフーフードが当社四谷店内にベーカリー「ポンテ」1号店を開設[19]。
- 1972年（昭和47年）7月 - 株式会社セイフーボンテを設立し、インストアベーカリー部門を分離独立[19]。
- 1978年（昭和53年）2月 - ジャスコ（現・イオン）と提携[21]。
- 1979年（昭和54年）
  - 3月 - 子会社の食肉加工工場を閉鎖し[18]。
  - 4月9日 - 第一勧業銀行（現・みずほ銀行）が副社長を送り込んで再建を支援[22]。
  - 12月 - ジャスコとの提携を解消[23]。
- 1980年（昭和55年）2月29日 - ダイエーと資本・業務提携に調印し、同社の傘下に入る[9]。
- 1981年（昭和56年）3月 - 株式会社セイフーへ商号を変更[10]。
- 1982年（昭和57年）
  - 9月 - 雑色店をディスカウントストア「ニューセイフー」に業態転換し、ディスカウントストア事業に進出[29]。
  - 10月 - 本社に苦情等に対応する「クレーム110番」を新設[30]。
- 1991年（平成3年）5月 - セイフーフード株式会社を合併[10]。
- 1993年（平成5年）11月 - 株式会社丸登の営業権を取得[10]。
- 1996年（平成8年）
  - 3月 - 株式会社ササイの営業権を取得[10]。
  - 9月1日 - 株式会社トウアから4店舗の営業権を譲渡され、運営を継承[24]。
  - 9月 - 株式会社やませの営業権を取得[10]。
- 1997年（平成9年）5月15日から同月31日[26] - ヤオハンジャパンから譲受した14店舗を当社の店舗として新装開店[25][26]。
- 1998年（平成10年）12月 - 株式会社東海ダイエーへ4店舗の営業権を譲渡[27]。
- 1999年（平成11年）
  - 3月 - 21店舗の営業権を取得[27]。
  - 11月 - 9店舗の営業権を譲渡[27]。
- 2000年（平成12年）5月 - 6店舗の営業権を譲渡[27]。
- 2006年（平成18年）3月1日 - 株式会社グルメシティ関東へ商号を変更[3]。

## かつて存在した店舗

### 東京都

#### 足立区
- 竹の塚店（足立区竹の塚2-29-14[31][32]（旧・保木間町2549[33]）、1965年（昭和40年）11月開店[31][32]）

店舗面積約60m2 → 約88m2。
- 西新井山岸店（足立区与野町88[34]）

- 大師前山岸店（足立区西新井881[34]）

#### 荒川区
- 町屋店（荒川区荒川7-21-5[35]、1961年（昭和36年）6月30日開店[36]）

店舗面積約166m2 → 約155m2。
- 三河島店（荒川区荒川3-29-1[37][35]、1967年（昭和42年）5月開店[35]）

店舗面積約980m2 → 約1,104m2。
- 山青商店（荒川区荒川5-39[38]）

- 三ノ輪店（荒川区南千住1-28-8[39][31]、1959年（昭和34年）4月開店[31]）

店舗面積約46m2 → 約13m2。
- 千住店（荒川区千住2-43[40]）

- 熊前藤店（荒川区尾久町3-2368[34]）

- 東尾久店（荒川区東尾久4-16-7[41]）

店舗面積約541m2 → 約599m2。

#### 板橋区
- 志村店（板橋区志村1-33-12[43]）

店舗面積約80m2。
- 大山店（板橋区大山東町59-1[32]（旧・東町59[40]）、1959年（昭和34年）4月開店[32]）

店舗面積約198m2 → 約33m2。
- 中板橋店（板橋区中板橋町15[38][31]、1961年（昭和36年）5月開店[31]）

店舗面積約23m2。
- 赤羽藤店（板橋区赤羽町1-252[34]）

#### 江戸川区
- 京成小岩店（江戸川区北小岩6-15-4[45][35]、1968年（昭和43年）3月開店[35]）

店舗面積約1,123m2 → 約1,049m2。
- 新小岩店（江戸川区西小松川町2-908[34]）

- 平井店（江戸川区平井町2-852[38]）

- 小島団地店 → アウトレット小島団地店（江戸川区西葛西5-8-5[11]（旧・小島町2-1-159[35]）、1974年（昭和49年）8月開店[35][11] - ?）

店舗面積約997m2。

#### 大田区
- 大岡山店（大田区北千束1-52-1[46][35]、1963年（昭和38年）4月1日開店[47]）

店舗面積約175m2 → 約335m2。
- 雑色店（東京都大田区仲六郷2-25-1[48]）

店舗面積約56m2
- 雑色ストアー（東京都大田区仲六郷2-16-9[48][46][35]、1966年（昭和41年）4月開店[35]）

店舗面積約605m2。
1982年（昭和57年）9月にディスカウントストア「ニューセイフー」に業態転換。
- （初代）糀谷店（大田区萩中1-6-14[46][35]、1969年（昭和44年）7月開店[35]）

店舗面積約273m2 → 約839m2。
- （2代目）セイフーグルメシティ糀谷店（大田区西糀谷[49] 、2004年（平成14年）10月16日開店[49]）

2階建て、店舗面積約1,600m2。
丸正跡地に居抜き出店した24時間営業でドラッグストア複合型の大型食品スーパーとして開店した。
- マスヤ店（大田区馬込銀座3[34]）

- 梅屋敷店（大田区大森町7-230[34]）

- 蒲田店（大田区蒲田4-20-3[50]（旧・仲蒲田3-3[40]）、1959年（昭和34年）4月開店[31]）

店舗面積約53m2。
- 石川台店（大田区東雪谷2-23-13[35]、1974年（昭和49年）11月2日開店[51]）

2階建て、店舗面積約1,175m2。

#### 葛飾区
- 青戸町店（葛飾区青戸町1-155[33]）

店舗面積約231m2。
- 青戸店（葛飾区青戸3-30-6[35]（旧・4-22-16[52]）、1964年（昭和39年）3月開店[35]）

店舗面積約1,085m2 → 約1,062m2。
青戸第1団地入口北側に出店していた。
- 堀切店（葛飾区堀切2-11-12[35]、1968年（昭和43年）12月開店[35]）

店舗面積約597m2。
- お花茶屋店（葛飾区お花茶屋1-15-8[54]）

店舗面積約100m2。
- 柴又店（葛飾区柴又2-5-21[55]、1995年（平成7年）4月開店[55]）

延べ床面積約2,541m2、店舗面積約1,832m2。

#### 北区
- 十条店（北区十条仲原1-14[38][40]）

- 十条中央店（北区上十条1-25[40]）

- 丸田店（北区滝野川6-81[34]）

- 谷端丸田店（北区滝野川7-23[34]）

- 豊島団地店（北区]豊島5-4-1-108[35]、1974年（昭和48年）4月開店[35]）

店舗面積約1,642m2。

#### 江東区
- 千田町店（江東区深川千田町[56]）

店舗面積約90m2。
- 高橋店（江東区常盤2-12-6[57]（旧・深川常盤町2-8[58]）、1967年（昭和42年）10月開店[59]）

店舗面積約900m2 → 約729m2 → 約557m2。
- 洲崎店（江東区東陽1-25-3[35][57]（旧・洲崎弁天町1-7[37]）、1968年（昭和43年）12月開店[35]）

店舗面積約980m2 → 約547m2 → 約433m2。
- 北砂町店（江東区北砂町5-858[38]）

- 大島団地店（江東区大島4-1-1-101[60]（旧・4-13[1][59][35]）、1969年（昭和44年）11月25日開店[59]）

店舗面積約805m2 → 約975m2 → 約799m2。

#### 品川区
- 寺下店（品川区南大井5-9-5[48]（旧・大井寺下町1438[38]））

店舗面積約6m2。
- 寺下ストア（品川区南大井5-4-11[48][61][57]、1959年（昭和34年）4月開店[31]）

店舗面積約60m2 → 約75m2 → 約100m2
- 戸越店（品川区平塚1-7-2[31]、1959年（昭和34年）4月開店[31]）

店舗面積約23m2。
- 荏原店（品川区中延5-6-5[62]）

#### 渋谷区
- 幡ヶ谷店（渋谷区幡ヶ谷1-3-1[35]、1972年（昭和47年）10月開店[35]）

店舗面積約1,343m2。
幡ヶ谷通商店街に出店していた。
- 山下牧田店（渋谷区山下町山下市場2[34]）

- 広尾牧田店（渋谷区元広尾21[34]）

#### 新宿区
- 戸塚店（新宿区戸塚町1-285[44]、1961年（昭和36年）7月開店[44]）

店舗面積約231m2。
- 福田店（新宿区若松町41[34]）

- 四谷店（新宿区愛住町5[4]、1970年（昭和45年）10月14日開店[64]）

店舗面積約660m2。
四谷3丁目交差点わきに出店しており、売り場は1階と地下1階にあった。
レストランや美容室・サウナも併設し、年中無休で午前11時から深夜3時まで営業していた。深夜の買い物客を高所得・高級品志向と見て、商品のうち約80％を輸入品が占める輸入・高級品スーパーを標榜していた。そのため、仕入れ・マーチャンダイジング体制を既存店とは別に作り上げることになった。夜間（午後7時から深夜3時）の売上が売り上げ全体の約60％を占める夜間主体の店舗だった。

#### 杉並区
- 高円寺店（杉並区高円寺南3-21-17[31]（旧・高円寺3-224[40]）、1959年（昭和34年）4月開店[31]）

店舗面積約33m2。
- 北口高円寺店（杉並区馬橋4-478[40]）

- 西荻窪店（杉並区西荻南2-6-18[31]（旧・大宮前6-310[40]、1966年（昭和41年）5月開店[31]）

店舗面積約66m2。

#### 墨田区
- 玉の井店（墨田区墨田3-6-14[69][70][60]、1966年（昭和41年）9月開店[70][35]）

店舗面積約674m2 → 約489m2 → 約360m2。
- 立花団地店（墨田区立花1-23-3-101[35][60]、1974年（昭和49年）12月開店[35]）

店舗面積約644m2 → 約1,068m2。
- 立花店（墨田区立花1-23[71]、1983年（昭和58年）8月19日開店[71]）

敷地面積約10,168m2、鉄骨鉄筋コンクリート造地下1階地上9階建て塔屋1階、延べ床面積約23,770m2、店舗面積約4,343m2（直営約店舗面積約1,260m2）、駐車台数約16台。　　　　　　　　　　
- 京島店（墨田区京島3-20-16吾嬬ビル[72]、1964年（昭和39年）3月[73]）

延べ床面積約1,678m2、店舗面積約1,190m2。

#### 世田谷区
- 祖師谷店（世田谷区祖師谷4-2-11[35]（旧・祖師ヶ谷2-319[74]）、1963年（昭和38年）[75]7月5日[76]）

延べ床面積約1,094m2、店舗面積651m2、直営店舗面積約551m2。
コーポ富士に出店していた。
- （初代）三軒茶屋店（世田谷区太子堂3-15-3[48]（旧・148[40]））

店舗面積約33m2。
- 太子堂店 → （2代目）三軒茶屋店（世田谷区太子堂1-14-16[35]、1977年（昭和52年）4月[35]）

店舗面積約2,552m2 → 約1,631m2。
ライオンズマンション太子堂（延べ床面積約9,686m2）に出店していた。
2005年（平成17年）12月10日にダイエーの都市型食品スーパー新業態「フーディアム三軒茶屋店」として新装開店した。
- 野沢店（世田谷区野沢町1-83[38]）

- 杉本店（調布鵜の木312[34]）

- 北沢三良や店（世田谷区下北沢3-974[38]）

#### 台東区
- 田中町店（台東区浅草田中町2-5[34]）

#### 中央区
- 月島店（中央区月島3-4-4[80][35]、1967年（昭和42年）10月開店[35]）

店舗面積約296m2。

#### 豊島区
- 長崎ストア（東京都豊島区椎名町7-3872[44]、1962年（昭和37年）5月開店[44] - 1971年（昭和46年）閉店[81]）

店舗面積約231m2。
- 日の出山岸店（豊島区日の出町1-173[34]）

- 高田店（豊島区高田1-3-3[4]、1976年（昭和51年）8月5日開店[82]）

店舗面積約571m2。

#### 中野区
- 東中野藤店（中野区昭和通り1-21[34]）

- 三良や店（中野区川島町28[38]）

#### 練馬区
- 江古田店（練馬区栄町34-3[83]、1963年（昭和38年）9月開店[84]）

店舗面積約725m2 → 約1,406m2。
- 鎌田店（練馬区練馬北町980[34]）

- 下石神井店（練馬区下石神井3-1-2[4]、1976年（昭和51年）6月開店[4]）

店舗面積約1,243m2。
- 練馬平和台店（練馬区平和台4-19-10三晴ビル[86]、1974年（昭和49年）1月[86]）

延べ床面積約8,748m2、店舗面積1,022m2、直営店舗面積約765m2。

#### 文京区
- 小石川店（文京区小石川3-27-17[87][88]、1963年（昭和38年）5月開店[44]）

店舗面積約231m2 → 約652m2。
- 西古川店（文京区関口]1-14-2[48]（旧・西古川町5[38]）、1965年（昭和40年）4月開店[35]）

店舗面積約660m2。
- 西古川ストア（文京区関口]1-4-8[48][87][35][88]）

店舗面積約264m2 → 約214m2。
- 八重垣店（文京区根津2-37-2[31]（旧・根津八重垣町40[38][40]）、1959年（昭和34年）4月開店[31]）

店舗面積約33m2。

#### 港区
- 麻布店（港区麻布十番2-5[32][35]、1964年（昭和39年）3月開店[35] → 1979年（昭和54年）10月開店[32]）

店舗面積約858m2 → 約667m2。
麻布日活館跡に出店していた。
2015年（平成27年）8月8日に「ダイエー麻布十番店」として新装開店した。
- ニュー麻布店（港区麻布十番2-9-2[11]（旧・麻布1022-9[35]）、1973年（昭和48年）5月開店[35][11]）

店舗面積約2,061m2。
- 番六ストアー（港区芝西応寺町15[34]）

- 芝新堀店（港区芝2-27-16[48]）

店舗面積約620m2。

#### 目黒区
- 月光町店（目黒区目黒本町4-2-4[92]）

- 中目黒店（目黒区上目黒1-26-9[93]、1984年（昭和59年）12月開店[94]）

インストア加工のデリカテッセンなどを揃えたスペシャリティストアとして開業し、開店当初から半径1㎞以内を対象とした無料配達サービスを提供していた。

#### 三多摩
- 吉祥寺店（武蔵野市吉祥寺2062[40]、1960年（昭和35年）4月開店[50]）

吉祥寺駅前通りの一角の西友の北隣に出店していた。
- 桜堤店（武蔵野市境1610[34]）

- 調布店（調布市下布田町994[40]）

- 府中店（府中市宮町1-8[96]）

店舗面積約157m2。
- 府中松や店（府中市宮町2-2-13[38]）

- 立川松や店（立川市柴崎町2-42[34]）

- 高幡台団地店（日野市程久保650[97]高幡台団地73号[11]、1971年（昭和46年）5月20日開店[97]）

店舗面積約540m2。
- 日野程久保店（日野市程久保478[98]、1967年（昭和42年）5月開店[97][4]）

店舗面積約562m2 → 約402m2。
- 柳沢店（保谷市本町3-25-14[99][35]、1962年（昭和37年）2月開店[44]）

店舗面積約150m2 → 約92m2。
- ひばりヶ丘店（保谷市ひばりが丘2-8-8[100][35]、1960年（昭和35年）4月6日開店[44]）

店舗面積約231m2。
- 館ヶ丘団地店（八王子市館町1097-2-8-101[35]、1975年（昭和50年）3月開店[35]）

店舗面積約991m2。

##### 神奈川県
- 左近山店（横浜市旭区左近山団地7-12-101[35]（旧・市沢貫丁1186[101]）、1969年（昭和44年）9月6日開店[101]）

店舗面積約422m2 → 約640m2。

##### 千葉県
- 稲毛店（千葉市稲毛3-5-10[102]）

店舗面積約80m2。
- あやめ台店（千葉市園生町あやめ台団地1-12[102][35]、1966年（昭和41年）10月開店[35]）

店舗面積約462m2 → 約709m2。
- 蘇我店（千葉市、1993年（平成5年）10月開店[103]）
延べ床面積約2,054m2[103]、店舗面積1,200m2[103]。

- 佐原店（佐原市佐原イ-84[104][105][35]、1964年（昭和39年）5月開店[104][35]）

店舗面積約720m2 → 約871m2。
- 成田店（成田市花咲町3538[106]、1962年（昭和37年）8月1日開店[106]）

店舗面積約231m2 → 約1,515m2。
- 大久保店（習志野市大久保1-18-1[107][31]（旧・1-27[108]）、1968年（昭和43年）5月開店[31]）

店舗面積約325m2 → 店舗面積約89m2。
- 豊四季店（柏市旭町937[109]）

店舗面積約219m2。
- 松戸新田店（松戸市仲井町1-70[35]、1976年（昭和51年）6月開店[35]）

店舗面積約1,621m2。
- みのり台店（松戸市みのり台101-1[35]、1972年（昭和47年）9月開店[35]）

店舗面積約1,067m2。
- 高根木戸店（船橋市芝山6-60-1[110]、1976年（昭和51年）8月[110]）

延べ床面積約1,291m2、店舗面積約903m2。
- 曽谷店（市川市曽谷5-14-1[11]、1972年（昭和47年）9月開店[11][35]）

店舗面積約473m2 → 約565m2。
- みのり台店（市川市みのり台101-1[35]、1972年（昭和47年）9月開店[35]）

店舗面積約1,067m2。
- 仲村ビルに出店していた[111]。

- 鰭ケ崎店（流山市鰭ケ崎字背戸谷1611[35]、1976年（昭和51年）12月開店[35]）

店舗面積約1,538m2。

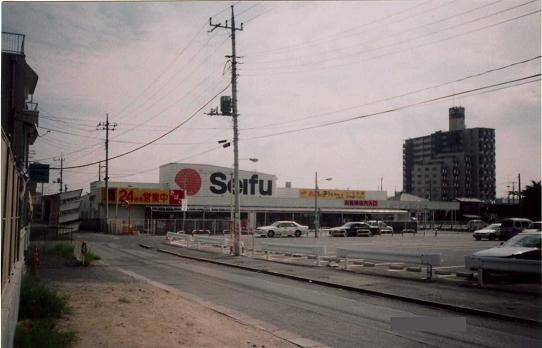
セイフー東金店

- 東金店（東金市田間末無90-1[112]、1984年（昭和59年）4月開店[112]）

延べ床面積約1,626m2、店舗面積約998m2。

##### 埼玉県
- 上福岡店（上福岡市上福岡2-3-1[35]（旧・入間郡福岡町上福岡2-3-1[113]）、1962年（昭和37年）2月開店[35]）

店舗面積約270m2 → 約233m2。
- 草加店（草加市松原5-7-2[35]、1969年（昭和44年）5月開店[114]）

店舗面積約739m2。
- 越ヶ谷店（越谷市越ヶ谷本町8-11[115]、1967年（昭和42年）3月開店[115][35]）

店舗面積約234m2 → 約214m2。
- 行田店（行田市本町1-32[117]）

店舗面積約280m2。
- 前川店（川口市前川4-45-14[11]（旧・前川町4-1270[35]）、1975年（昭和50年）3月1日開店[118]）

2階建て、店舗面積約1,485m2 → 約2,128m2。
精肉・惣菜で対面販売を取り入れた450から500坪クラスの実験店舗として開店した。
- 北坂戸団地店（坂戸市溝端1-3-309[4]、1974年（昭和48年）9月開店[4]）

店舗面積約1,975m2。
- 鷲宮団地店（北葛飾郡鷲宮町わし宮公団2-1[35]、1971年（昭和46年）10月開店[35]）

店舗面積約835m2。
- 長瀬店（入間郡毛呂山町大字長瀬字中原919-1[84]、1973年（昭和48年）4月開店[84]）

店舗面積約1,042m2。

##### 群馬県
- 伊勢崎店（伊勢崎市緑町4-14[119]（旧・住吉町2[120]、1963年（昭和38年）2月開店[121]）

店舗面積約280m2 → 約375m2。
南銀座通りの一角に出店していた。
- 太田店（太田市太田3-199[123]）

店舗面積約368m2。
- 館林店（館林市館林1502-1[38]）

##### 茨城県
- 古河店（古河市江戸町5293[124]、1962年（昭和37年）4月15日開店[124]）

店舗面積約290m2。

##### 静岡県
- 熱海店（熱海市清水町21-1[27]、1997年（平成9年）5月15日開店[26]）

店舗面積約4,822m2。
ヤオハンジャパンから譲受した店舗で、ヤオハン店舗の全従業員・全ての商品仕入れルートを継承して出店した。
- 伊東店（伊東市猪戸1-5-28[27]、）

店舗面積約4,135m2。
- 修善寺店（田方郡修善寺町字柏久保字新町1347[27]、）

店舗面積約2,857m2。

##### 山梨県
- 河口湖店（南都留郡河口湖町船津字松の木2986[27]、）

店舗面積約4,727m2。

## 過去に存在した事業所
- セイフーフード白鳥工場（東京都葛飾区白鳥[125]）

1階が豆腐・製麺工場で、2階が製パン工場、3階がパンの冷凍生地工場となっていた。
「セイフーポンテ」の独立後も当工場がセントラルキッチン機能を持ち、冷凍生地などを同社に供給していた。